# ایکویناس
ایکویناس (انگلیسی: Ekuinas) شرکت سرمایه‌گذاری مالزیایی است، که در سال ۲۰۰۹ تأسیس شد.